# 姚璞
姚璞（？—417年），五胡十六国后秦的君主姚兴的儿子。
402年，后秦天王姚兴册立昭仪张氏为皇后，封儿子姚璞为平原公。417年八月初二，东晋太尉刘裕抵达潼关，他任命朱超石为河东太守，命他与振武将军徐猗之在河北与薛帛会师，共同进攻蒲阪。姚璞与姚和都迎击东晋军，徐猗之战败身亡，朱超石逃回潼关。长安被东晋攻克后，姚璞、并州刺史尹昭献出蒲阪城投降，东平公姚赞也率宗族百馀人投降，刘裕都杀之。